# Satellite Award per la migliore attrice non protagonista
Il Satellite Award per la migliore attrice non protagonista è un riconoscimento annuale dei Satellite Awards, consegnato dall'International Press Academy.
Dal 1996 al 2005 il premio era suddiviso tra migliore attrice non protagonista in un film drammatico e migliore attrice non protagonista in un film commedia o musicale. Nel 2006 la categoria si è unificata in migliore attrice non protagonista.

## Vincitori e candidati
I vincitori sono indicati in grassetto.

### Miglior attrice non protagonista in un film drammatico (1997-2005)

#### Anni 1990
1997
- Courtney Love - Larry Flint - Oltre lo scandalo (The People vs. Larry Flynt)
- Joan Allen - La seduzione del male (The Crucible)
- Stockard Channing - Moll Flanders
- Miranda Richardson - Conflitti del cuore (The Evening Star)
- Kate Winslet - Hamlet

1998
- Julianne Moore - Boogie Nights - L'altra Hollywood (Boogie Nights)
- Minnie Driver - Will Hunting - Genio ribelle (Good Will Hunting)
- Ashley Judd - Il collezionista (Kiss the Girls)
- Debbi Morgan - La baia di Eva (Eve's Bayou)
- Sigourney Weaver - Tempesta di ghiaccio (The Ice Storm)

1999
- Kimberly Elise - Beloved
- Kathy Burke - Ballando a Lughnasa (Dancing at Lughnasa)
- Beverly D'Angelo - American History X
- Thandie Newton - Beloved
- Lynn Redgrave - Demoni e dei (Gods and Monsters)

#### Anni 2000
2000
- Chloë Sevigny - Boys Don't Cry
- Erykah Badu - Le regole della casa del sidro (The Cider House Rules)
- Toni Collette - Il sesto senso (The Sixth Sense)
- Jessica Lange - Titus
- Sissy Spacek - Una storia vera (The Straight Story)
- Charlize Theron - Le regole della casa del sidro (The Cider House Rules)

2001
- Jennifer Ehle - Sunshine
- Rosemary Harris - Sunshine
- Judi Dench - Chocolat
- Catherine Deneuve - Dancer in the Dark
- Samantha Morton - Jesus' Son
- Julie Walters - Billy Elliot
- Kate Winslet - Quills - La penna dello scandalo (Quills)

2002
- Jennifer Connelly - A Beautiful Mind
- Fionnula Flanagan - The Others
- Brittany Murphy - Don't Say a Word
- Julia Stiles - The Business of Strangers
- Marisa Tomei - In the Bedroom (In Bedroom)
- Kate Winslet - Iris - Un amore vero (Iris)

2003
- Edie Falco - La costa del sole (Sunshine State)
- Kathy Bates - A proposito di Schmidt (About Schmidt)
- Do Thi Hai Yen - The Quiet American
- Julianne Moore - The Hours
- Miranda Richardson - Spider
- Renée Zellweger - White Oleander

2004
- Maria Bello - The Cooler
- Annette Bening - Terra di confine - Open Range (Open Range)
- Emma Bolger - In America - Il sogno che non c'era (In America)
- Patricia Clarkson - Station Agent (The Station Agent)
- Marcia Gay Harden - Mystic River
- Holly Hunter - Thirteen - 13 anni (Thirteen)

2005 (gennaio)
- Gena Rowlands - Le pagine della nostra vita (The Notebook)
- Cate Blanchett - The Aviator
- Daryl Hannah - Kill Bill: Volume 2
- Laura Linney - Kinsey
- Natalie Portman - Closer
- Kyra Sedgwick - The Woodsman - Il segreto (The Woodsman)

2005 (dicembre)
- Laura Linney - Il calamaro e la balena (The Squid and the Whale)
- Amy Adams - Junebug
- Maria Bello - A History of Violence
- Li Gong - Memorie di una geisha (Memoirs of a Geisha)
- Shirley MacLaine - In Her Shoes - Se fossi lei (In Her Shoes)
- Frances McDormand - North Country - Storia di Josey (North Country)

### Migliore attrice non protagonista in un film commedia o musicale (1997-2005)

#### Anni 1990
1997
- Debbie Reynolds - Mamma torno a casa (Mother)
- Lauren Bacall - L'amore ha due facce (The Mirror Has Two Faces)
- Goldie Hawn - Tutti dicono I Love You (Everyone Says I Love You)
- Sarah Jessica Parker - Il club delle prime mogli (The First Wives Club)
- Renée Zellweger - Jerry Maguire

1998
- Joan Cusack - In & Out
- Cameron Diaz - Il matrimonio del mio migliore amico (My Best Friend's Wedding)
- Linda Fiorentino - Men in Black
- Anne Heche - Sesso & potere (Wag the Dog)
- Shirley Knight - Qualcosa è cambiato (As Good as It Gets)

1999
- Joan Allen - Pleasantville
- Kathy Bates - I colori della vittoria (Primary Colors)
- Brenda Blethyn - Little Voice - È nata una stella (Little Voice)
- Julianne Moore - Il grande Lebowski (The Big Lebowski)
- Joan Plowright - Dance with Me

#### Anni 2000
2000
- Catherine Keener - Essere John Malkovich (Being John Malkovich)
- Cate Blanchett - Un marito ideale (An Ideal Husband)
- Cameron Diaz - Essere John Malkovich (Being John Malkovich)
- Samantha Morton - Accordi e disaccordi (Sweet and Lowdown)
- Antonia San Juan - Tutto su mia madre (Todo sobre mi madre)
- Tori Spelling - Trick

2001
- Kate Hudson - Quasi famosi (Almost Famous)
- Holly Hunter - Fratello, dove sei? (O Brother, Where Art Thou?)
- Frances McDormand - Quasi famosi (Almost Famous)
- Catherine O'Hara - Campioni di razza (Best in Show)
- Rebecca Pidgeon - Hollywood, Vermont. (State and Main)
- Marisa Tomei - What Women Want - Quello che le donne vogliono (What Women Want)

2002
- Maggie Smith - Gosford Park
- Anjelica Huston - I Tenenbaum (The Royal Tenenbaums)
- Helen Mirren - Gosford Park
- Gwyneth Paltrow - I Tenenbaum (The Royal Tenenbaums)
- Miriam Shor - Hedwig - La diva con qualcosa in più (Hedwig and the Angry Inch)
- Emily Watson - Gosford Park

2003
- Tovah Feldshuh - Kissing Jessica Stein
- Toni Collette - About a Boy - Un ragazzo (About a Boy)
- Lainie Kazan - Il mio grosso grasso matrimonio greco (My Big Fat Greek Wedding)
- Emily Mortimer - Lovely & Amazing
- Bebe Neuwirth - Tadpole - Un giovane seduttore a New York (Tadpole)
- Meryl Streep - Il ladro di orchidee (Adaptation.)

2004
- Patricia Clarkson - Schegge di April (Pieces of April)
- Shaheen Khan - Sognando Beckham (Bend It Like Beckham)
- Scarlett Johansson - Lost in Translation - L'amore tradotto (Lost in Translation)
- Catherine O'Hara - A Mighty Wind - Amici per la musica (A Mighty Wind)
- Emma Thompson - Love Actually - L'amore davvero (Love Actually)
- Julie Walters - Calendar Girls

2005 (gennaio)
- Regina King - Ray
- Lynn Collins - Il mercante di Venezia (The Merchant of Venice)
- Minnie Driver - Il fantasma dell'Opera (The Phantom of the Opera)
- Cloris Leachman - Spanglish - Quando in famiglia sono in troppi a parlare (Spanglish)
- Virginia Madsen - Sideways - In viaggio con Jack (Sideways)
- Sharon Warren - Ray

2005 (dicembre)
- Rosario Dawson - Rent
- America Ferrera - 4 amiche e un paio di jeans (The Sisterhood of the Traveling Pants)
- Diane Keaton - La neve nel cuore (The Family Stone)
- Rachel McAdams - La neve nel cuore (The Family Stone)
- Michelle Monaghan - Kiss Kiss Bang Bang
- Yuen Qiu - Kung Fusion (Kung fu)

### Migliore attrice non protagonista (2006-presente)

#### Anni 2000
2006
- Jennifer Hudson – Dreamgirls
- Cate Blanchett – Diario di uno scandalo (Notes on a Scandal)
- Abigail Breslin – Little Miss Sunshine
- Blythe Danner – The Last Kiss
- Lily Tomlin – Radio America (A Prairie Home Companion)
- Rinko Kikuchi – Babel

2007
- Amy Ryan – Gone Baby Gone
- Ruby Dee – American Gangster
- Taraji P. Henson – Parla con me (Talk to Me)
- Saoirse Ronan – Espiazione (Atonement)
- Emmanuelle Seigner – La vie en rose (La môme)
- Tilda Swinton – Michael Clayton

2008
- Rosemarie DeWitt – Rachel sta per sposarsi (Rachel Getting Married)
- Penélope Cruz – Lezioni d'amore (Elegy)
- Anjelica Huston – Soffocare (Choke)
- Beyoncé – Cadillac Records
- Sophie Okonedo – La vita segreta delle api (The Secret Life of Bees)
- Emma Thompson – Ritorno a Brideshead (Brideshead Revisited)

2009
- Mo'Nique - Precious
- Penélope Cruz - Nine
- Emily Blunt - Sunshine Cleaning
- Mozhan Marnò - The Stoning of Soraya M.
- Anna Kendrick - Tra le nuvole (Up in the Air)

#### Anni 2010
2010
- Jacki Weaver - Animal Kingdom
- Marion Cotillard - Inception
- Rosamund Pike - La versione di Barney (Barney's Version)
- Vanessa Redgrave - Letters to Juliet
- Anne-Marie Duff - Nowhere Boy
- Kristin Scott Thomas - Nowhere Boy
- Dianne Wiest - Rabbit Hole
- Amy Adams - The Fighter

2011
- Jessica Chastain - The Tree of Life
- Janet McTeer - Albert Nobbs
- Octavia Spencer - The Help
- Vanessa Redgrave - Coriolanus
- Rachel McAdams - Midnight in Paris
- Carey Mulligan - Shame
- Lisa Feret - Mozart's Sister (Nannerl, la soeur de Mozart)
- Judy Greer - Paradiso amaro (The Descendants)
- Kate Winslet - Carnage
- Elle Fanning - Super 8

2012
- Anne Hathaway - Les Misérables
- Amy Adams - The Master
- Helene Florent - Cafe De Flore
- Helen Hunt - The Sessions - Gli incontri (The Sessions)
- Judi Dench - Skyfall
- Samantha Barks - Les Misérables

2013/2014
- June Squibb - Nebraska
- Julia Roberts - I segreti di Osage County (August: Osage County)
- Jennifer Lawrence - American Hustle - L'apparenza inganna (American Hustle)
- Léa Seydoux - La vita di Adele (La Vie d'Adèle)
- Oprah Winfrey - The Butler - Un maggiordomo alla Casa Bianca (The Butler)
- Lupita Nyong'o - 12 anni schiavo (12 Years Slave)
- Sally Hawkins - Blue Jasmine
- Emily Watson - Storia di una ladra di libri (The Book Thief)

2015
- Patricia Arquette - Boyhood
- Emma Stone - Birdman
- Keira Knightley - The Imitation Game
- Laura Dern - Wild
- Tilda Swinton - Snowpiercer
- Katherine Waterston - Vizio di forma (Inherent Vice)

2016
- Alicia Vikander - The Danish Girl
- Rachel McAdams - Il caso Spotlight (Spotlight)
- Rooney Mara - Carol
- Kate Winslet - Steve Jobs
- Jane Fonda - Youth - La giovinezza (Youth)
- Elizabeth Banks - Love & Mercy

2017
- Naomie Harris – Moonlight
- Viola Davis – Barriere (Fences)
- Nicole Kidman – Lion - La strada verso casa (Lion)
- Helen Mirren – Il diritto di uccidere (Eye in the Sky)
- Octavia Spencer – Il diritto di contare (Hidden Figures)
- Michelle Williams – Manchester by the Sea

2018
- Lois Smith – Marjorie Prime
- Mary J. Blige – Mudbound
- Holly Hunter – The Big Sick - Il matrimonio si può evitare... l'amore no (The Big Sick)
- Allison Janney – Tonya (I, Tonya)
- Melissa Leo – La scelta (Novitiate)
- Laurie Metcalf – Lady Bird

2019
- Regina King – Se la strada potesse parlare (If Beale Street Could Talk)
- Claire Foy – First Man - Il primo uomo (First Man)
- Nicole Kidman – Boy Erased - Vite cancellate (Boy Erased)
- Margot Robbie – Maria regina di Scozia (Mary Queen of Scots)
- Emma Stone – La favorita (The Favourite)
- Rachel Weisz – La favorita (The Favourite)

#### Anni 2020
2020
- Jennifer Lopez – Le ragazze di Wall Street - Business Is Business (Hustlers)
- Penélope Cruz – Dolor y gloria
- Laura Dern – Storia di un matrimonio (Marriage Story)
- Nicole Kidman – Bombshell - La voce dello scandalo (Bombshell)
- Margot Robbie – Bombshell - La voce dello scandalo (Bombshell)
- Zhao Shuzhen – The Farewell - Una bugia buona (The Farewell)

2021
- Amanda Seyfried - Mank
- Ellen Burstyn - Pieces of a Woman
- Olivia Colman - The Father - Nulla è come sembra (The Father)
- Nicole Kidman - The Prom
- Yoon Yeo-jeong - Minari
- Helena Zengel - Notizie dal mondo (News of the World)

2022
- Kirsten Dunst - Il potere del cane (The Power of the Dog)
- Caitríona Balfe - Belfast
- Judi Dench - Belfast
- Aunjanue Ellis - Una famiglia vincente - King Richard (King Richard)
- Marlee Matlin - CODA - I segni del cuore (CODA)
- Ruth Negga - Due donne - Passing (Passing)

2023
- Claire Foy - Women Talking - Il diritto di scegliere (Women Talking)
- Angela Bassett - Black Panther: Wakanda Forever
- Kerry Condon - Gli spiriti dell'isola (The Banshees of Inisherin)
- Jamie Lee Curtis - Everything Everywhere All at Once
- Dolly de Leon - Triangle of Sadness
- Jean Smart - Babylon

2024
- Da'Vine Joy Randolph - The Holdovers - Lezioni di vita (The Holdovers)
- Juliette Binoche - Il gusto delle cose (La Passion de Dodin Bouffant)
- Emily Blunt - Oppenheimer
- America Ferrera - Barbie
- Julianne Moore - May December
- Rosamund Pike - Saltburn